# Kanton Mer
Mer is een voormalig kanton van het Franse departement Loir-et-Cher. Het kanton maakte deel uit van het arrondissement Blois. Het werd opgeheven bij decreet van 21 februari 2014 met uitwerking op 22 maart 2015.

## Gemeenten
Het kanton Mer omvatte de volgende gemeenten:
- Avaray
- La Chapelle-Saint-Martin-en-Plaine
- Courbouzon
- Cour-sur-Loire
- Lestiou
- Maves
- Menars
- Mer (hoofdplaats)
- Mulsans
- Suèvres
- Villexanton